# Dorguże
Dorguże – dawny folwark na Białorusi, w obwodzie grodzieńskim, w rejonie brzostowickim, w sielsowiecie Brzostowica.
W dwudziestoleciu międzywojennym folwark leżał w Polsce, w województwie białostockim, w powiecie grodzieńskim, w gminie Brzostowica Mała.
Według Powszechnego Spisu Ludności z 1921 roku zamieszkiwało tu 29 osób, 22 były wyznania rzymskokatolickiego a 7 prawosławnego. Jednocześnie wszyscy mieszkańcy zadeklarowali polską przynależność narodową. Było tu 4 budynki mieszkalne.